# Ivan Goremykin

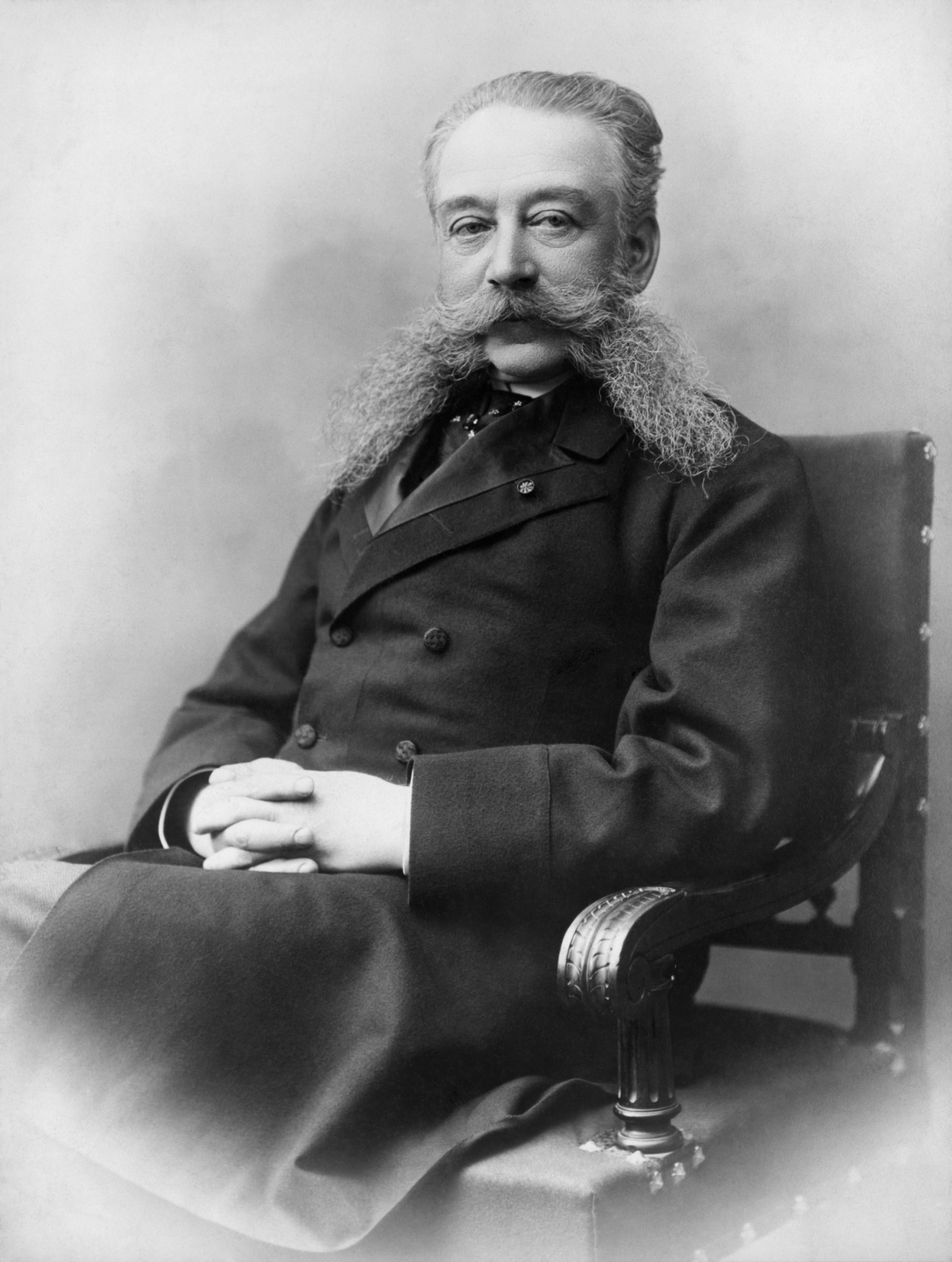
Ivan Goremykin

Ivan Longinovitj Goremykin, född 8 november 1839, död 24 december 1917, var en rysk politiker och ämbetsman.
Goremykin var Rysslands inrikesminister 1895-1899 och ministerpresident (premiärminister) maj-juli 1906 samt 1914-1916. Han var konservativ, orubbligt lojal mot tsar Nikolaj II och undfallande mot Grigorij Rasputin. Detta gjorde att han utsattes för hård opposition från duman, vilket försvagade hans ministärer och banade väg för revolutionära krafter. I efterdyningarna av oktoberrevolutionen 1917 blev Goremykin lynchad av en uppretad folkmassa. 